# Templo Guangxiao (Cantão)
O templo Guangxiao (光孝寺) é um dos mais antigos templos budistas de Cantão, a capital da província de Cantão, na China. Devido a sua localização estratégica, o templo serviu frequentemente no passado como local de parada para missionários budistas da Ásia. Também exerceu um papel importante na difusão de várias escolas do budismo, como ritsu, zen, shingon e Terra Pura. No templo, Huineng, o sexto patriarca do zen, proferiu seu primeiro sermão e foi tonsurado, e Amoghavajra, um mestre shingon, proferiu seu primeiro ensinamento de budismo esotérico. Muitas escrituras budistas foram traduzidas no templo, inclusive as traduzidas por Yijing, e o Shurangama-sūtra, traduzido por Paramitiin (般剌密諦).

## História

### Dinastia Han
Guangxiao se originou a partir da residência de Zhao Jiande, o rei de Nanyue, cuja usurpação fez com que o imperador Wu de Han (206 a.C. – 8) invadisse e anexasse a área. Durante os Três Reinos, o oficial de Wu Oriental e acadêmico Yu Fan foi banido e condenado a viver na residência. Depois que Yu Fan morreu em 233, sua família doou a propriedade, que passou a constituir o templo Zhizhi. Ele foi renomeado repetidas vezes: templo Wangyuanchaoyan, templo Wangyuan, templo Qianmingfaxing, templo Chongningwanshou e templo Baoenguangxiaochan.
Entre os séculos IV e X, muitos monges do sul da Ásia (especialmente da Índia) e da China continental visitaram o templo. Esse foi o período áureo do templo. Nos séculos seguintes, alguns monges chineses famosos viveram ou visitaram o templo para propagar o budismo, como Danxia Tianran (丹霞天然) e Yangshan Huiji.

### Dinastia Ming
Em 1482, o imperador Chenghua, da dinastia Ming, renomeou o templo como Guangxiao, e gravou pessoalmente o novo nome numa estela. Desde então, o templo manteve esse nome.

### Dinastia Qing
No século XVII, o templo entrou em declínio, embora tenha sido restaurado em diversas ocasiões.

### China moderna
Nos últimos dois séculos, o tempo foi atingido pelos movimentos "Requisição de propriedade de templo para promover educação" (廟產興學; 1898–1931) e a Revolução Cultural Chinesa (1966–1976). Durante esse período, grande parte do templo foi destruído ou ocupado para uso secular.
Na década de 1980, o templo foi reocupado por monges budistas. Desde então, muitos de seus saguões principais foram reconstruídos, como o salão de Mahavira, o salão de Samghrma e o salão de Ksitigarbha. Também foram erguidos os "pilares do darma" em frente a cada saguão. Um tanque de liberação animal também foi construído nas proximidades. No entanto, o tamanho do templo atual continua sendo bem menor que o tamanho do templo antigo.
Os registros do templo se encontram nos Anais do Templo Guangxiao  (光孝寺志, 1769).

## Arquitetura
As construções do mosteiro incluem a Porta da Montanha, Salão dos Quatro Reis Celestiais, Salão de Mahavira, Pagode de Enterramento de Cabelo etc.

### Salão de Mahavira
O salão de Mahavira foi construído originalmente em 401, na dinastia Jin do leste (317–420), pelo velho monge Dharmayasas, das Regiões Ocidentais. Reconstruído e renovado em várias dinastias, atualmente possui um comprimento de 35 metros, uma largura de 24 metros e uma altura de treze metros. É o maior e mais grandioso salão da região de Lingnan. A construção é adaptada à alta temperatura e frequentes chuvas do sul da China. Ao invés de paredes de tijolos, a construção é cercada por janelas de madeira gravadas com padrões florais. Algumas janelas são decoradas com conchas translúcidas, que dissipam o calor, ventilam e coletam a luz solar. O salão possui estátuas de  Sakyamuni, Amitaba e Maitreya.

### Coluna da Grande Compaixão
A Coluna da Grande Compaixão (大悲幢) fica em frente ao Salão de Mahavira. Ela foi construída em 826 durante o reinado do imperador Jingzong da dinastia Tang (618–907). Possui mais de dois metros de altura e é feita de mármore verde. De formato octogonal, possui um estilo elegante, com uma marquise em formato de cogumelo no alto e um relevo de Hércules na base. No corpo, está inscrito o Mantra da Grande Compaixão em sânscrito e em língua chinesa.

### Pagode do Enterramento de Cabelo
Abaixo da Árvore Bodhi atrás do Salão de Mahavira, existe o Pagode de Enterramento de Cabelo (瘗髪塔). Em 676, durante a era Yifeng (676–679) na dinastia Tang (618–907), o mestre Huineng cortou seu cabelo e recebeu a ordenação de monge. O abade Yinzong (印宗) cortou seu cabelo aqui e construiu um pagode para comemorar isso. De formato octogonal e com 7,8 metros de altura, possui sete andares com oito nichos cada um.

### Torre Leste e Torre Oeste
Dois pagodes de ferro foram erguidos atrás do Salão de Mahavira. São as mais antigas torres de ferro que existem atualmente na China. Construída em 963 durante a dinastia Han do sul (907–960), a Torre Oeste original possuía sete andares mas, atualmente, preserva apenas os três andares iniciais.
A Torre Leste foi construída em 967 durante a dinastia Han do Sul (907–960) pelo imperador Liu Chang. De formato quadrado, possui sete andares e altura de 7,69 metros. Possui mais de novecentos exóticos nichos com estátuas de Buda esculpidas no corpo da coluna. Na sua construção, foi coberta com ouro e chamada de Pagode dos Mil Budas Dourados (涂金千佛塔).

## Transporte
O templo é acessível a pé a partir da estação Ximenkou do metrô de Cantão.